# 1re série 1949/50
Die Saison 1949/50 war die 28. Spielzeit der 1re série, der höchsten französischen Eishockeyspielklasse. Meister wurde zum ersten Mal in der Vereinsgeschichte überhaupt der Racing Club de France.

## Modus
In der Hauptrunde wurde die Liga in zwei Gruppen aufgeteilt (Paris/Alpes). Die beiden Erstplatzierten jeder Gruppe qualifizierten sich für die Finalrunde, in der der Meister ausgespielt wurde. Für einen Sieg erhielt jede Mannschaft zwei Punkte, bei einem Unentschieden gab es ein Punkt und bei einer Niederlage null Punkte.

## Hauptrunde

### Gruppe Paris
|    | Klub                  |
| -- | --------------------- |
| 1. | Racing Club de France |
| 2. | Lions de Paris        |

Sp = Spiele, S = Siege, U = Unentschieden, N = Niederlagen

### Gruppe Alpes
|    | Klub                       |
| -- | -------------------------- |
| 1. | Chamonix Hockey Club       |
| 2. | Ours de Villard-de-Lans    |
| 3. | Diables Rouges de Briançon |

Sp = Spiele, S = Siege, U = Unentschieden, N = Niederlagen

## Finalrunde
|    | Klub                    | Sp | S | U | N | T  | GT | Punkte |
| -- | ----------------------- | -- | - | - | - | -- | -- | ------ |
| 1. | Racing Club de France   | 3  | 2 | 1 | 0 | 21 | 5  | 5      |
| 2. | Lions de Paris          | 3  | 1 | 2 | 0 | 18 | 6  | 4      |
| 3. | Chamonix Hockey Club    | 3  | 1 | 1 | 1 | 6  | 8  | 3      |
| 4. | Ours de Villard-de-Lans | 3  | 0 | 0 | 3 | 4  | 30 | 0      |

Sp = Spiele, S = Siege, U = Unentschieden, N = Niederlagen